# IBM Award
De IBM Award was een jaarlijkse basketbalprijs uitgereikt door IBM aan een speler uit de National Basketball Association tussen 1984 en 2002. De winnaar was berekend aan de hand van een computerformule die de bijdrage van een speler aan zijn club berekende. De speler met de hoogste bijdrage won de prijs dat jaar. De prijs heette origineel de Pivotal Player Award. De berekeningen tonen een gelijkaardige formule als die wordt gebruikt voor spelersefficiëntie. En veel spelers die de prijs wonnen zouden het ook goed doen in de spelersefficiëntie ranglijst. Met de opname van Tim Duncan in 2020 in de Naismith Memorial Basketball Hall of Fame zijn alle winnaars van de prijs erin opgenomen.

## Erelijst
| Jaar    | Speler           | Positie | Nationaliteit    | Club               |
| ------- | ---------------- | ------- | ---------------- | ------------------ |
| 1983/84 | Magic Johnson    | Guard   | Verenigde Staten | Los Angeles Lakers |
| 1984/85 | Michael Jordan   | Guard   | Verenigde Staten | Chicago Bulls      |
| 1985/86 | Charles Barkley  | Forward | Verenigde Staten | Philadelphia 76ers |
| 1986/87 | Charles Barkley  | Forward | Verenigde Staten | Philadelphia 76ers |
| 1987/88 | Charles Barkley  | Forward | Verenigde Staten | Philadelphia 76ers |
| 1988/89 | Michael Jordan   | Guard   | Verenigde Staten | Chicago Bulls      |
| 1989/90 | David Robinson   | Center  | Verenigde Staten | San Antonio Spurs  |
| 1990/91 | David Robinson   | Center  | Verenigde Staten | San Antonio Spurs  |
| 1991/92 | Dennis Rodman    | Forward | Verenigde Staten | Detroit Pistons    |
| 1992/93 | Hakeem Olajuwon  | Center  | Nigeria          | Houston Rockets    |
| 1993/94 | David Robinson   | Center  | Verenigde Staten | San Antonio Spurs  |
| 1994/95 | David Robinson   | Center  | Verenigde Staten | San Antonio Spurs  |
| 1995/96 | David Robinson   | Center  | Verenigde Staten | San Antonio Spurs  |
| 1996/97 | Grant Hill       | Forward | Verenigde Staten | Detroit Pistons    |
| 1997/98 | Karl Malone      | Forward | Verenigde Staten | Utah Jazz          |
| 1998/99 | Dikembe Mutombo  | Center  | Zaïre            | Atlanta Hawks      |
| 1999/00 | Shaquille O'Neal | Center  | Verenigde Staten | Los Angeles Lakers |
| 2000/01 | Shaquille O'Neal | Center  | Verenigde Staten | Los Angeles Lakers |
| 2001/02 | Tim Duncan       | Center  | Verenigde Staten | San Antonio Spurs  |

## Meervoudige winnaars
| Aantal | Speler           | Club               | Jaar                         |
| ------ | ---------------- | ------------------ | ---------------------------- |
| 5      | David Robinson   | San Antonio Spurs  | 1990, 1991, 1994, 1995, 1996 |
| 3      | Charles Barkley  | Philadelphia 76ers | 1986, 1987, 1988             |
| 2      | Michael Jordan   | Chicago Bulls      | 1985, 1989                   |
| 2      | Shaquille O'Neal | Los Angeles Lakers | 2000, 2001                   |

## Winnaars per club
| Aantal | Club               | Jaren                              |
| ------ | ------------------ | ---------------------------------- |
| 6      | San Antonio Spurs  | 1990, 1991, 1994, 1995, 1996, 2002 |
| 3      | Philadelphia 76ers | 1986, 1987, 1988                   |
| 3      | Los Angeles Lakers | 1984, 2000, 2001                   |
| 2      | Chicago Bulls      | 1985, 1989                         |
| 2      | Detroit Pistons    | 1992, 1997                         |
| 1      | Houston Rockets    | 1993                               |
| 1      | Utah Jazz          | 1998                               |
| 1      | Atlanta Hawks      | 1999                               |